# Fayad Mulla

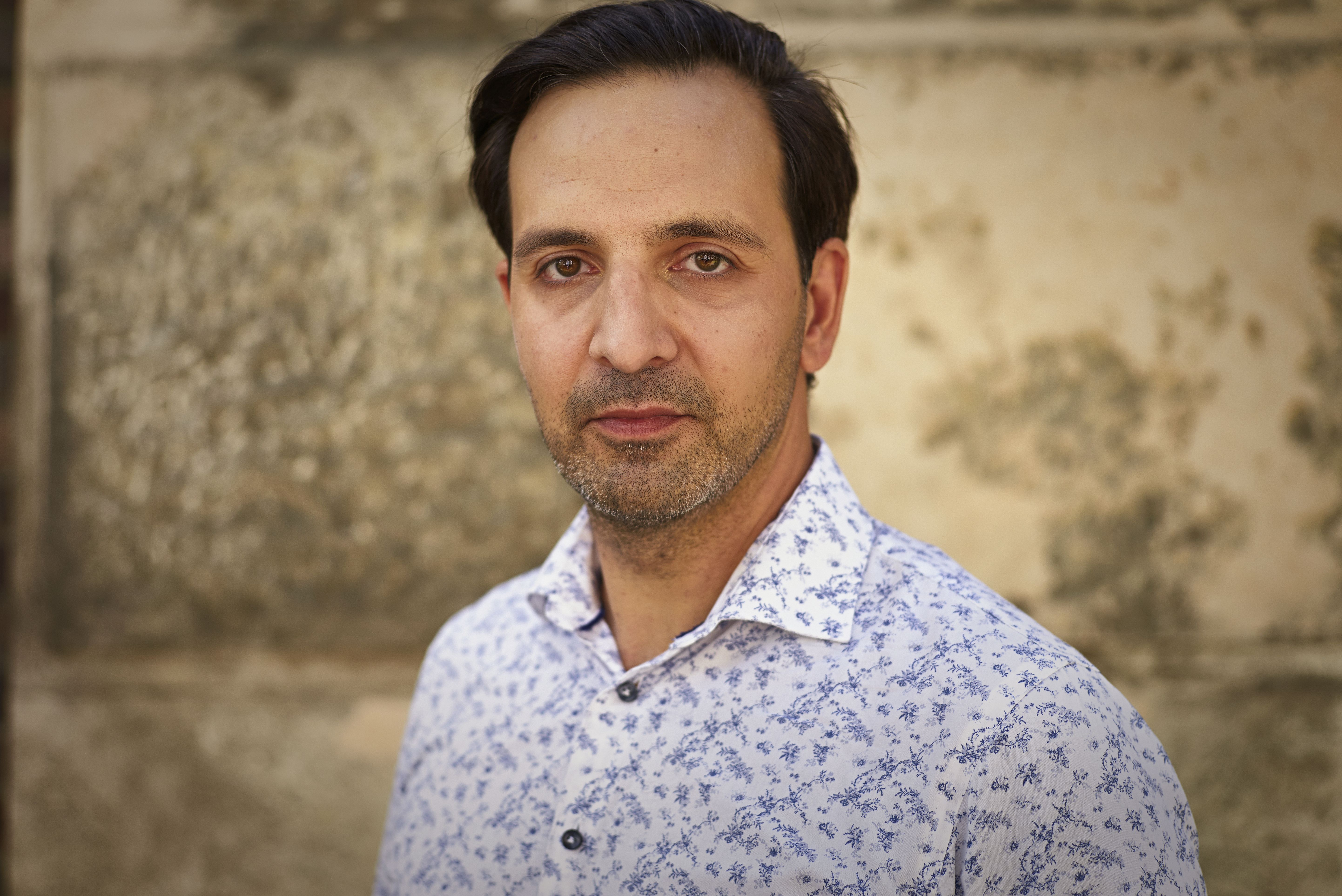
Fayad Mulla

Fayad Arya Mulla-Khalil, kurz Fayad Mulla (* 19. Dezember 1980 in St. Veit an der Glan) ist ein österreichischer Menschenrechtsaktivist sowie Politiker und seit 2012 Vorsitzender der Partei Wandel. Neben seinen politischen Aktivitäten arbeitet er im NGO-Bereich.

## Ausbildung
Mulla besuchte die Volksschule in Schärding und machte danach ebendort am Bundesrealgymnasium seine Matura. Danach ging er nach Wien, um dort Internationale Entwicklung an der Universität Wien zu studieren. 2007 schloss er das Studium mit dem Magistertitel ab.

## Karriere
Nach seiner Matura und seinem Studium war Mulla in den verschiedensten Berufsbereichen tätig. Er war unter anderem Firmengründer, Nachtportier, Restaurantbetreiber, Lagerarbeiter, Entwicklungshelfer im Nordirak, Bereichsleiter im Bereich Finanzen, von Juni 2011 bis Februar 2014 weltweiter Systemkoordinator bei der Nichtregierungsorganisation SOS-Kinderdorf sowie von Oktober 2015 bis 2017 in leitender Position in einer Einrichtung für Flüchtlinge bei der Caritas Wien. Von Dezember 2017 bis Mai 2018 arbeitete er als COO bei der ehemaligen politischen Partei Jetzt – Liste Pilz.
Seit 2021 ist Mulla als Menschenrechtsaktivist und humanitärer Helfer in Griechenland mit Schwerpunkt Lesbos tätig. Im Mai 2023 hat er gemeinsam mit der New York Times einen Bericht veröffentlicht, der illegale Deportationen, Entführungen und internationale Rechtsbrüche aufdeckt. Mulla hat maskierte Einheiten sowie die griechische Küstenwache gefilmt, wie sie geflüchtete Menschen entführen und an der türkischen Seegrenze auf Rettungsinseln aussetzen. Im Herbst 2023 hat er für diese Aufdeckungen den Paul-Weis-Preis (Q130602685) erhalten, der von der Initiative Courage in Kooperation mit der Universität für angewandte Kunst Wien für Verdienste um die Menschlichkeit verliehen wurde.
Bei der Nationalratswahl 2024 ist Fayad Mulla Spitzenkandidat der Partei Wandel, die unter dem Namen Keine von denen auf dem Stimmzettel steht.